# Joan Caldentey Perelló
Jaume Salvà Llull, (Manacor, Mallorca, 8 d'octubre de 1962) va ser un ciclista mallorquí que fou professional de 1984 a 1985. Va competir en diferents modalitats. Del seu palmarès destaca l'etapa a la Volta a Catalunya de 1985 gràcies a una escapada amb final a Salou.

## Palmarès[2]
- 1981
  - Campió de Balears en ruta
- 1983
  - 1r a la Setmana aragonesa i vencedor d'una etapa
  - Vencedor d'una etapa a la Volta a Segòvia
- 1985
  - Vencedor d'una etapa a la Volta a Catalunya

### Resultats a la Volta a Espanya
- 1984. 77è de la classificació general.